# Grade School Confidential
"Grade School Confidential" är avsnitt 19 från säsong åtta av Simpsons och sändes på Fox i USA den 6 april 1997. Avsnittet skrevs av Rachel Pulido och regisserades av Susie Dietter. I avsnittet börjar Seymour Skinner och Edna Krabappel dejta varandra, vilket inte de andra uppskattar. Avsnittet är en gammal idé av producenterna. Marcia Wallace gästskådespelar som Edna Krabappel.

## Handling
Martin Prince bjuder in sina  klasskompisar till sin födelsedagsfest men festen blir en katastrof då alla blir magsjuka av ostronen. Martin har också bjudit in Seymour Skinner och Edna Krabappel. De två blir förälskade i varandra och börja hångla i Martins lekstuga och upptäcks av Bart Simpson som nästa dag tänker berätta vad han såg för hela skolan. 
Seymour och Edna upptäcker vad Bart tänker berätta och får honom att inte göra det mot att han kommer att få ett bättre omdöme när han slutar skolan så han kan få ett bra jobb. Seymour och Edna börjar utnyttja Bart och får honom att skicka meddelande mellan dem båda. Bart tröttnar snart och avslöjar för hela skolan att Seymour och Edna är ihop, då han öppnar dörren till ett förråd där två sitter och hånglar. Efter några timmar tror alla i Springfield att de har haft sex inför barnen i skolan. Då Clancy Wiggum får reda på detta ringer han till Gary Chalmers som avskedar dem båda.
Bart får dem att barrikadera sig i skolan tills de accepterar deras kärlek och får jobben tillbaka. Bart får händelsen att bevakas av TV. Polisen försöker få ut dem men det lyckas inte och de börjar dansa till musiken och lamporna som polisen använder. Nästa dag lämnar Seymour skolan med en bomb, som egentligen bara är varmkorvar för att få igenom sina krav efter en idé av Bart. Bluffen avslöjas och de får reda på att de blev avstängda för de hade sex inför barnen. Edna får då Seymour att berätta att han är oskuld. Gary inser att en 44-åring inte ljuger om något sånt och låter dem behålla sina jobb så länge då håller kärleken i skolan på en låg nivå. Edna och Seymour berättar för Bart att de kommer att göra slut. Bart förstår inte varför, men de berättar att han kommer att förstå när han blir äldre. Bart lämnar skolan och Edna och Seymour låser in sig i ett förråd igen efter att Seymour berättat för henne att han gillar skolan, för eleverna tror på allt de säger och de båda skrattar.

## Produktion
Idén att Skinner och Krabappel skulle börjar dejta kom redan då Mike Reiss och Al Jean var show runners. Rachel Pulido fick inspiration från "Bart the Lover" då Edna berättar för Bart varför hon inte kunde dejta Skinner. Mattemagikerns utseende är baserat på Bill Gates. Tårtorna i Agnes Skinners tårtbok ritades efter riktiga tårtor. Homer använder en megafon för att prata med Marge och Lisa lades in av misstag av Dan Castellaneta. En borttagen scen på Martins party handlade om Bart och Milhouse som introducerades av Martin till hans föräldrar. Marcia Wallace gästskådespelar som Edna Krabappel.

## Kulturella referenser
Edna har ett ljus som föreställer Kalle från Snobben. På biografen visas en film med Tom Berenger. För att få Edna och Seymour att lämna skolan spelas musik som polisen använde i USA:s invasion av Panama. Edna och Seymour dans är tagen från Orlando Baeza.

## Mottagande
Avsnittet hamnade på plats 57 över mest sedda program under veckan med en Nielsen ratings på 7.7, vilket gav 75 miljoner hushåll. Det var det femte mest sedda programmet på Fox under veckan. I boken I Can't Believe It's a Bigger and Better Updated Unofficial Simpsons Guide har Warren Martyn och Adrian Wood kallat avsnittet för frukten som äntligen visar ett av de längsta skämten, en relation mellan Edna och Seymour, vilket fick en stor roll i flera kommande avsnitt. Scenen mellan Agnes och Bart och tårtboken är en av Matt Groenings favorit scener.